# التذبذبات الصوتية الباريونية
في علم الكونيات ، تذبذبات صوتية للباريونات ( baryon acoustic oscillations ) BAO هي تقلبات في كثافة المادة الباريونية المرئية (المادة الطبيعية) للكون (الباريونات هي الجسيمات الأثقل من البروتون والنيوترون) ، بسبب موجات الكثافة الصوتية في البلازما البدائية للكون المبكر. بنفس الطريقة التي توفر بها المستعرات العظمى " شمعات قياسية " للمشاهدات الفلكية ،  يوفر تجميع المادة الباريونية " مسطرة قياسية " لمقياس الطول في علم الكونيات. يتم تحديد طول هذا المسطرة القياسية من خلال أقصى مسافة يمكن أن تنتقل بها الموجات الصوتية في البلازما البدائية قبل أن تبرد البلازما إلى النقطة التي أصبحت فيها ذرات محايدة ( حقبة إعادة التركيب ) ، مما أوقف توسع موجات كثافة البلازما ، "تجميدها" في مكانها. يمكن قياس طول هذه المسطرة القياسية (490 مليون سنة ضوئية في عالم اليوم  ) من خلال النظر إلى بنية المادة في نطاق واسع باستخدام إجراء مشاهدات المسوحات الفلكية . فهذه تبحث في توزيع المادة في الكون على النطاق ، أي مساحات يكون طولها وعرضها أكثر من نحو 450 سنة ضوئية. تساعد قياسات التذبذبات BAO علماء الكونيات على فهم المزيد عن طبيعة الطاقة المظلمة (التي تسبب التوسع المتسارع للكون ) .

## الكون المبكر
تألف الكون المبكر من بلازما ساخنة وكثيفة من الإلكترونات والباريونات (والتي تشمل البروتونات والنيوترونات وغيرها من جسيمات أثقل منها). كانت الفوتونات (الجسيمات الضوئية ، أو الموجات الكهرومغناطيسية ومن ضمنها الضوء ) التي تنتقل في هذا الكون محاصرة بشكل أساسي ، وغير قادرة على السفر لأي مسافة كبيرة قبل التفاعل مع البلازما عبر تشتت طومسون . يُعرف متوسط المسافة التي يمكن أن يقطعها الفوتون قبل التفاعل مع البلازما بمتوسط المسار الحر للفوتون. مع توسع الكون ، بردت البلازما إلى أقل من 3000 كلفن - طاقة منخفضة بما يكفي بحيث يمكن للإلكترونات والبروتونات في البلازما أن تتحد لتشكل ذرات هيدروجين متعادلة وكذلك نسبة قليلة من الهيليوم. حدث إعادة التركيب (أي أكتساب البروتون إلكترونا ليكوّن ذرة الهيدروجين ، واكتساب جسيم ألفا إلكترونين لتكوين ذرة هيليوم) هذا عندما كان عمر الكون حوالي 379000 سنة ، أو عند انزياح أحمر لـ z = 1089 . تتفاعل الفوتونات بدرجة أقل بكثير مع المادة المحايدة ، وبالتالي عند إعادة التركيب أصبح الكون شفافًا للفوتونات ، مما يسمح لها بالانفصال عن المادة والتدفق الحر عبر الكون. فإشعاع الخلفية الكونية الميكروويف (CMB) هو ضوء انبعث بعد إعادة التركيب ، والآن نراه بواسطة تلسكوباتنا كموجات راديوية في جميع أنحاء السماء نظرًا لأنه يبدي إزاحته إلى اللون الأحمر. لذلك ، بالنظر إلى بيانات مسبار ويلكينسون لتباين الميكروويف (WMAP) ، ينظر المرء بشكل أساسي إلى الوراء في الوقت عندما كان عمر الكون 379000 عام فقط .

الشكل 1: تباين درجة حرارة CMB بناءً على بيانات WMAP لمدة تسع سنوات (2012).

تشير قياسات WMAP (الشكل 1) إلى كون سلس ومتجانس مع تباين كثافة يبلغ 10 أجزاء في المليون (أي أن تباين الألوان في الصورة مبالغ فيه بشدة، وهذا مقصود) . ومع ذلك هناك هياكل كبيرة وتقلبات في الكثافة في الكون الحالي. المجرات ، على سبيل المثال ، أكثر كثافة بمليون مرة من متوسط كثافة الكون (كثافة المادة بين المجرات) . الاعتقاد السائد هو أن الكون قد بُني بطريقة تصاعدية ، مما يعني أن تباين الخواص الصغيرة في بدايات الكون كان بمثابة بذور جاذبية للبنية التي نشأت بعد ذلك بتأثير الجاذبية ونشاهدها اليوم. تجذب المناطق الكثيفة المزيد من المادة ، في حين أن المناطق الأقل كثافة تجتذب أقل ، وبالتالي فإن هذه التباينات الصغيرة ، التي تُرى في إشعاع الخلفية الكونية الميكروية CMB ، أصبحت الهياكل واسعة النطاق في الكون اليوم.

## صوت كوني
تخيل منطقة مفرطة الكثافة من البلازما البدائية . بينما تجذب هذه المنطقة ذات الكثافة الزائدة الجاذبية المادة نحوها ، فإن حرارة تفاعلات الفوتون مع المادة تخلق قدرًا كبيرًا من الضغط إلى الخارج. كوّنت قوى الجاذبية والضغط المعاكس ذبذبات مماثلة للموجات الصوتية الناتجة عن اختلافات الضغط.
تحتوي هذه المنطقة المفرطة الكثافة على المادة المظلمة والباريونات والفوتونات . ينتج عن الضغط موجات صوتية كروية لكل من الباريونات والفوتونات فتتحرك بسرعة تزيد قليلاً عن نصف سرعة الضوء  إلى الخارج مبتعدة عن الكثافة الزائدة. وتتفاعل المادة المظلمة بالجاذبية فقط ، ولذا فهي تبقى في مركز الموجة الصوتية ، وهو أصل الكثافة الزائدة. قبل الانفصال ، تحركت الفوتونات والباريونات معًا وانتشرت للخارج. وبعد الانفصال لم تعد الفوتونات تتفاعل مع المادة الباريونية وانتشرت بعيدًا. أدى ذلك إلى تخفيف الضغط على النظام ، تاركًا وراءه طبقات فوق طبقات من المادة الباريونية. من بين تلك الطبقات ، التي تمثل أطوال موجات مختلفة للموجات الصوتية ، تتوافق طبقة الرنين مع الطبقة الأولى حيث أن تلك الطبقة (المتكورة) تقطع نفس المسافة لجميع الكثافات الزائدة قبل الانفصال. غالبًا ما يشار إلى هذا النصف قطر باسم "أفق الصوت". بدون ضغط الباريونات الضوئية الذي يدفع النظام للخارج ، كانت القوة الوحيدة المتبقية على الباريونات هي الجاذبية. لذلك شكلت الباريونات والمادة المظلمة (التي تُركت في مركز الاضطراب) تكوينًا يتضمن كثافات زائدة للمادة في كل من الموقع الأصلي للتباين anisotropy وفي (طبقة) الغلاف في أفق الصوت لذلك التباين.
أصبحت مثل هذه التباينات في النهاية تموجات في كثافة المادة التي من شأنها أن تشكل المجرات . لذلك يتوقع المرء أن يرى عددًا أكبر من أزواج المجرات مفصولة بمقياس مسافة أفق الصوت مقارنة بمقاييس الطول الأخرى. حدث هذا التكوين الخاص للمادة في كل تباين في الكون المبكر ، وبالتالي فإن الكون لا يتكون من تموج صوتي واحد ،  ولكن العديد من التموجات المتداخلة. فعلى سبيل المثال ، تخيل إلقاء العديد من الحصى في بركة ومشاهدة أنماط الموجات الناتجة في الماء. لا يمكن مشاهدة هذا الفصل المفضل للمجرات على مقياس أفق الصوت بالعين ، ولكن يمكن قياس هذا النظام إحصائيًا من خلال النظر إلى تباعد أعداد كبيرة من المجرات.

## مسطرة قياسية
كانت فيزياء انتشار موجات الباريون في بدايات الكون بسيطة إلى حد ما. نتيجة لذلك ، يمكن لعلماء الكون التنبؤ بحجم أفق الصوت في وقت إعادة التركيب . بالإضافة إلى ذلك يوفر أشعاع الخلفية الكونية الميكروي CMB قياسًا لهذا المقياس بدقة عالية. ومع ذلك ففي الفترة بين إعادة التركيب واليوم الحاضر ، كان الكون يتوسع . هذا التوسع مدعوم الأن جيدًا بالمشاهدات وهو أحد أسس نموذج الانفجار العظيم . في أواخر التسعينيات ، حددت أرصاد المستعرات العظمى  أن الكون لا يتوسع فحسب ، بل إنه يتوسع بمعدل متزايد. وأصبح الفهم الأفضل لتسارع الكون ، أو الطاقة المظلمة ، أحد أهم التساؤلات في علم الكون اليوم. لفهم طبيعة الطاقة المظلمة ، من المهم أن يكون لديك مجموعة متنوعة من الطرق لقياس التسارع. يمكن أن تضيف الذبذبات الصوتية للباريونات BAO إلى مجموعة المعرفة حول هذا التسارع من خلال مقارنة مشاهدات أفق الصوت اليوم (باستخدام تجمع المجرات) بأفق الصوت في وقت إعادة التركيب (باستخدام CMB). وبالتالي توفر BAO مسطرة قياس يمكن من خلالها فهم طبيعة التسارع بشكل أفضل ، وهذه الطريقة تعتبر مستقلة تمامًا عن طريقة القياس بالمستعرات العظمى .

## إشارة من التذبذبات الصوتية للباريونان في مسح سلووان الرقمي للسماء
مسح سلووان الرقمي للسماء (SDSS) هو تصوير رئيسي متعدد الأطياف ومسح طيفي للانزياح الأحمر باستخدام تلسكوب SDSS البصري بزاوية واسعة 2.5 متر SDSS لتلسكوب Apache Point في نيو مكسيكو . كان الهدف من هذا الاستطلاع الذي استغرق خمس سنوات هو التقاط صور وأطياف لملايين الأجرام السماوية. ونتيجة تجميع بيانات المسح SDSS هي خريطة ثلاثية الأبعاد للأجرام الفلكية في الكون القريب: كتالوج SDSS. يوفر كتالوج مسح سلووان الرقمي للسماء SDSS صورة لتوزيع المادة في جزء كبير بما يكفي من الكون بحيث يمكن للمرء البحث عن إشارة التذبذبات BAO من خلال مشاهدات ما إذا كانت هناك وفرة ذات دلالة إحصائية للمجرات مفصولة بمسافة أفق الصوت المتوقعة.
نظر فريق المسح SDSS في عينة من 46748 مجرة حمراء مضيئة (LRGs) ، وأكثر من 3816 درجة مربعة من السماء (قطرها حوالي خمسة مليارات سنة ضوئية) وانزياح أحمر يصل إلى z = 0.47 . قاموا بتحليل تجميع هذه المجرات عن طريق حساب دالة ارتباط ثنائية النقاط على البيانات. الدالة المتعلقة (ξ) هي دالة على مسافة/ مسافات الفصل بين المجرات وتصف احتمالية العثور على مجرة على مسافة معينة من مجرة أخرى. قد يتوقع المرء ارتباطًا عاليًا بين المجرات على مسافات فصل صغيرة (بسبب الطبيعة المتكتلة لتشكيل المجرات) وارتباط منخفض على مسافات فصل كبيرة. ستظهر إشارة BAO على شكل نتوء في دالة الارتباط عند فاصل مشترك يساوي أفق الصوت. تم اكتشاف هذه الإشارة بواسطة فريق مسح سلووان في عام 2005. أكد مسح سلووان نتائج WMAP وأن أفق الصوت هو ~ 150 مليون فرسخ فلكي في عالم اليوم.

## الكشف في استطلاعات المجرات الأخرى
أبلغ التعاون 2dFGRS وتعاون مسح سلووان SDSS عن اكتشاف إشارة BAO في طيف الطاقة في نفس الوقت تقريبًا في 2005. تم تكريم كلا الفريقين والاعتراف بهما لاكتشافهما من قبل المجتمع العلمي كما يتضح من جائزة Shaw 2014 في علم الفلك  التي مُنحت لكلا المجموعتين. منذ ذلك الحين ، تم الإبلاغ عن المزيد من الاكتشافات في مسح المجرة 6dF (6dFGS) في عام 2011 ،  و ويغليز في عام 2011  ، وبوس في عام 2012.

## شكلية الطاقة المظلمة

### قيود BAO على معلمات الطاقة المظلمة
توفر الذبذبات الصوتية للباريونات في الاتجاهين الشعاعي والعرضي قياسات معامل هابل ومسافة القطر الزاوي ، على التوالي. يمكن أن تتضمن مسافة القطر الزاوي ومعامل هابل دالات مختلفة تشرح سلوك الطاقة المظلمة. تحتوي هذه الدالات على معلمتين w0 و w1 ويمكن تعيينهما باستخدام تقنية chi-square .

### النسبية العامة والطاقة المظلمة
في النسبية العامة ، يتم تحديد توسع الكون بواسطة عامل مقياس {\displaystyle a(t)} وهو متعلق بالانزياح الأحمر :
{\displaystyle a(t)\equiv (1+z(t))^{-1}\!}
معامل هابل {\displaystyle H(z)} ، من حيث عامل المقياس هو:
{\displaystyle H(t)\equiv {\frac {\dot {a}}{a}}\!}
أين {\displaystyle {\dot {a}}} هي المشتق الزمني لعامل القياس. تعبر معادلات فريدمان عن تمدد الكون من حيث ثابت الجاذبية لنيوتن {\displaystyle G} ومتوسط الضغط المقياس {\displaystyle p} ،و كثافة الكون {\displaystyle \rho \!} ،و الانحناء {\displaystyle k} ، والثابت الكوني {\displaystyle \Lambda \!} :
{\displaystyle H^{2}=\left({\frac {\dot {a}}{a}}\right)^{2}={\frac {8\pi G}{3}}\rho -{\frac {kc^{2}}{a^{2}}}+{\frac {\Lambda c^{2}}{3}}}
{\displaystyle {\dot {H}}+H^{2}={\frac {\ddot {a}}{a}}=-{\frac {4\pi G}{3}}\left(\rho +{\frac {3p}{c^{2}}}\right)+{\frac {\Lambda c^{2}}{3}}}
تشير الدلائل الرصدية لتسارع الكون إلى أنه (في الوقت الحاضر) {\displaystyle {\ddot {a}}>0} . لذلك ، فيما يلي تفسيرات محتملة:
- يهيمن على الكون مجال ما أو جسيم ما
- له ضغط سلبي بحيث يمكن أن تكون معادلة الحالة:

{\displaystyle w={\frac {p}{\rho }}<-1/3\!}
- هناك ثابت كوني غير صفري {\displaystyle \Lambda \!} .
- معادلات فريدمان غير صحيحة لأنها تحتوي على تبسيط مفرط من أجل تسهيل حساب معادلات المجال النسبية العامة.

للتمييز بين هذه السيناريوهات ، يلزم إجراء قياسات دقيقة لمعامل هابل كدالة للانزياح الأحمر .

### المشاهدات المقاسة للطاقة المظلمة
معلمة الكثافة {\displaystyle \Omega \!} ، بمكونات مختلفة {\displaystyle x} للكون يمكن التعبير عنها كنسب كثافة {\displaystyle x} للكثافة الحرجة {\displaystyle \rho _{c}\!} :
{\displaystyle \rho _{c}={\frac {3H^{2}}{8\pi G}}}
{\displaystyle \Omega _{x}\equiv {\frac {\rho _{x}}{\rho _{c}}}={\frac {8\pi G\rho _{x}}{3H^{2}}}}
يمكن إعادة كتابة معادلة فريدمان من حيث معامل الكثافة. بالنسبة للنموذج السائد الحالي للكون ، ΛCDM ، تكون هذه المعادلة كما يلي:
{\displaystyle H^{2}(a)=\left({\frac {\dot {a}}{a}}\right)^{2}=H_{0}^{2}\left[\Omega _{m}a^{-3}+\Omega _{r}a^{-4}+\Omega _{k}a^{-2}+\Omega _{\Lambda }a^{-3(1+w)}\right]}
حيث m هي المادة ، r هي الإشعاع ، k هي انحناء ، و Λ هي الطاقة المظلمة ، و w هي معادلة الحالة . وضعت قياسات إشعاع الخلفية الكونية الميكروي بواسطة WMAP قيودًا صارمة على العديد من هذه المعلمات ؛ ومع ذلك ، فمن المهم تأكيدها وزيادة تقييدها باستخدام طريقة مستقلة مع منهجيات مختلفة.
إشارة الذبذبات BAO هي مسطرة قياسية بحيث يمكن قياس طول أفق الصوت كدالة للوقت الكوني . يقيس هذا مسافتين عالميتين: معامل هابل {\displaystyle H(z)} ، ومسافة القطر الزاوي {\displaystyle d_{A}(z)} ، كدالة للانزياح الأحمر {\displaystyle (z)} . بقياس الزاوية المقابلة ، {\displaystyle \Delta \theta } ، من مسطرة الطول {\displaystyle \Delta \chi } ، يتم تعيين هذه المعلمات على النحو التالي:
{\displaystyle \Delta \theta ={\frac {\Delta \chi }{d_{A}(z)}}\!}
{\displaystyle d_{A}(z)\propto \int _{0}^{z}{\frac {dz'}{H(z')}}\!}
فترة الانزياح الأحمر {\displaystyle \Delta z} يمكن قياسها من البيانات وبالتالي يمكن تعيين معامل هابل كدالة للانزياح الأحمر:
{\displaystyle c\Delta z=H(z)\Delta \chi \!}
لذلك تساعد تقنية الذبذبات BAO في تقييد المعلمات الكونية وإعطاء نظرة ثاقبة لطبيعة الطاقة المظلمة.

## أنظر أيضا
- المسح الطيفي لتذبذب الباريون
- بينجو (تلسكوب)
- إقليدس (مركبة فضائية)

## روابط خارجية
- صفحة ويب مارتن وايت للتذبذبات الصوتية Baryon و Dark Energy
- مراجعة تذبذبات باريون الصوتية
- بيان صحفي SDSS BAO